# Cuentos japoneses de terror
Cuentos japoneses de terror (オモヒノタマ〜念珠 Omohi no Tama Nenju?) es una película japonesa de terror dirigida por Masaki Okano, narra nueve historias diferentes de terror. En México se transmitió por el Canal 11 del Politécnico, aunque lo transmitieron como serie de tv.

## Episodios de la película
- La Cuenta del Rosario: Una mujer está a punto de perder la cordura cuando su esposo desaparece.

- La Máquina de refrescos: Una pareja de novios va a una montaña, se encuentra con una máquina expendedora, pero las bebidas son muy adictivas, y esta máquina no es lo que aparenta.

- Soy yo: Yuki junto con amigo Yakuza extorsionan a personas por medio de llamadas telefónicas. Pero éstos recibirán una lección que no olvidarán.

- Real: Un trabajador se queja de constantes dolores de cabeza, por lo que va a un médico. No le queda otra que la cirugía, pero descubren algo horrible dentro de la cabeza.

- Cacería de hongos: Unos amigos que se conocieron por medio del chat van a conocerse en persona a una montaña.Un lugareño extraño les advierten sobre una extraña bruja que hace desaparecer a las personas.Ellos no hacen caso y suben a la montaña. Luego en la noche,se encuentran con una extraña mujer que los hace pasar a su casa ,les ofrece de comer hongos , se los comen y terminan durmiéndose, para después convertirse en hongos ellos mismos, producto de la bruja que era real.

- Eddie: Un niño tiene mala suerte, el jardín de niños donde estudia se incendia, sus padres mueren, y su vecino fue atropellado. Por lo que se va a vivir con su abuelo, cuando llega empiezan a suceder extraños susceso en el río Edo.

- Ecos: Yumika es asesinada violentamente, por lo que sus abuelos tratan de seguir la pista al asesino. Sin embargo resulta que el asesino tiene poderes psíquicos.

- Pata de gato: La vida de Shota es muy triste, para compesarlo tiene a una amigo gato estilo anime llamado Nyanta. Sin embargo Shota empieza a notar que la vida real se mezcla con el anime.

- Apartamento: Un padre está a punto de divorciarse, y separar a su familia. Parece inevitable, en este episodio se ven algunos protagonistas de los anteriores.